# 487617 Ingethiering
487617 Ingethiering este o planetă minoră (asteroid) din centura de asteroizi. A fost descoperită pe 20 octombrie 2012 la Haleakalā Observatory⁠(d) de Pan-STARRS1⁠(d). 
Obiectul prezintă o orbită caracterizată de o semiaxă mare de 2,3260180878471 UAi, o excentricitate de 0,13246374221034, o înclinație de 7,3026296918839 ° în raport cu ecliptica.